# سیارک ۱۲۳۸۱
سیارک ۱۲۳۸۱ (به انگلیسی: 12381 Hugoclaus، نامگذاری:1994PH30) دوازده هزار و سیصد و هشتاد و یکمین سیارک کشف شده‌است که در ۱۲ اوت ۱۹۹۴ کشف شد.
قدر مطلق سیارک برابر ۲۸.۲ است.